# Kanton Sainte-Maure-de-Touraine
Sainte-Maure-de-Touraine is een kanton van het Franse departement Indre-et-Loire. Het kanton maakt deel uit van het arrondissement Chinon.

## Gemeenten
Het kanton Sainte-Maure-de-Touraine omvatte tot 2014 de volgende 12 gemeenten:
- Antogny-le-Tillac
- Maillé
- Marcilly-sur-Vienne
- Neuil
- Nouâtre
- Noyant-de-Touraine
- Ports-sur-Vienne  ( tot 2020 "Ports" genaamd )
- Pouzay
- Pussigny
- Sainte-Catherine-de-Fierbois
- Sainte-Maure-de-Touraine (hoofdplaats)
- Saint-Épain

Bij de herindeling van de kantons door het decreet van 18 februari 2014met uitwerking op 22 maart 2015 werd het uitgebreid met de 31 gemeenten van de opgeheven kantons L'Île-Bouchard en Richelieu, namelijk :
- Anché
- Assay
- Avon-les-Roches
- Braslou
- Braye-sous-Faye
- Brizay
- Champigny-sur-Veude
- Chaveignes
- Chezelles
- Courcoué
- Cravant-les-Côteaux
- Crissay-sur-Manse
- Crouzilles
- Faye-la-Vineuse
- L'Île-Bouchard
- Jaulnay
- Lémeré
- Ligré
- Luzé
- Marigny-Marmande
- Panzoult
- Parçay-sur-Vienne
- Razines
- Richelieu
- Rilly-sur-Vienne
- Sazilly
- Tavant
- Theneuil
- La Tour-Saint-Gelin
- Trogues
- Verneuil-le-Château